# Ljoedmila Semikina
Ljoedmila Nikolaevna Semikina (Oekraïens: Людмила Миколаївна Семикіна) (23 augustus 1924 - 12 januari 2021) was een Oekraïens kunstschilderes.
Semikina volgde haar opleiding aan de Nationale Academie voor Beeldende Kunsten en architectuur, waar ze in 1953 afstudeerde. Ze schilderde stillevens, landschappen en zeegezichten.
Semikina was lid van de Union of Artists of Ukraine (Спілки художників України), waar ze tweemaal van werd uitgesloten vanwege politieke activiteiten, tot ze in 1988 weer werd toegelaten.

## Prijzen
- Honored Artist of Ukraine

- International Standard Name Identifier: 0000 0004 0263 3899
- Library of Congress Control Number: n2013014067
- Virtual International Authority File: 298089224
- WorldCat: E39PBJB4fcw4HPy4dTHCWj4wmd